# Nannocharax elongatus
Nannocharax elongatus är en fiskart som beskrevs av Boulenger, 1900. Nannocharax elongatus ingår i släktet Nannocharax och familjen Distichodontidae. IUCN kategoriserar arten globalt som livskraftig. Inga underarter finns listade i Catalogue of Life.